# Una diecimilalire
Una diecimilalire è un film del 2015 diretto da Luciano Luminelli.

## Trama
Nel 1960 Vincenzo, un bambino lucano, scappa dal suo paese e si trasferisce a Roma dove vive il fratello Giovanni. Qui farà la triste scoperta che il fratello è un giocatore d'azzardo, che rischia anche la vita per guadagni più facili ma che purtroppo non arriveranno. Al ritorno dal servizio militare cercherà di riscattare il fratello aprendo un'attività commerciale grazie all'aiuto di Pompeo Pompei di cui sposerà anche la figlia. Trent'anni dopo tornerà al suo paese natale, poco prima della morte del padre. Vincenzo ormai adulto è amareggiato e sconfitto nei sentimenti per aver vissuto una vita a metà e di non essere stato in grado di capire e aiutare il fratello che lo aveva accolto a Roma.

## Produzione
Il film è stato in girato in Basilicata nel comune di Irsina e a Roma.